# Sencha mac Ailella
Sencha mac Ailella è un personaggio del Ciclo dell'Ulster appartenente alla mitologia irlandese. Noto per la sua eloquenza funge in genere da paciere tra gli Ulaid. Fu uno dei nobili scelti per adottare il piccolo Cúchulainn.